# カネ塚古墳
カネ塚古墳（かねづかこふん、吉田古墳（よしだこふん）とも）は、神奈川県横浜市港北区新吉田東1169にある古墳。形状は円墳で、四神鏡や勾玉が出土している。

## 概要
墳丘の直径は34メートルあるらしいが、現在は竹やぶに隠れてしまい見えない。1895年（明治28年）に1度発掘され、考古学者の八木奘三郎によれば銅鏡や勾玉が出土したという。